# Habsburg (Schiff, 1906)
Die Habsburg war der vierte vom Bremer Vulkan gebaute Dampfer für den Ostasien-Dienst der Hamburg-Amerikanische Packetfahrt-Actien-Gesellschaft (Hapag). Sie gehörte zur Rhenania-Klasse, deren fünf Schiffe alle auf der Werft in Bremen-Vegesack gebaut wurden.

Nach Aufgabe des Passagierdienstes nach Ostasien setzte die Hapag die Schiffe auf verschiedenen Linien ein. Ab 1909 wurde das Schiff in der Regel nach Brasilien eingesetzt.
1914 war das Schiff in Hamburg und kam nur 1918 kurzzeitig als Truppentransporter zum Einsatz. Formal den Alliierten übergeben, verblieb das Schiff in Deutschland und konnte von der Hapag wieder erworben werden. Als Teutonia eröffnete sie 1921 den Passagierverkehr der Hapag nach Brasilien und zum La Plata. Nach Einsatz auf der Westindien-Route ab 1924 wurde das Schiff 1933 in Hamburg verschrottet.

## Bau und Einsatz derHabsburgbis 1914
Die Habsburg gehörte zur zweiten Bestellung von Schiffen der Rhenania-Klasse beim Bremer Vulkan für den Ostasien-Dienst der Hapag. Die Hamburger Reederei wollte mit der Beschaffung dieser Schiffe Druck auf den Norddeutschen Lloyd (NDL) ausüben, um eine Veränderung der Absprachen zwischen den beiden deutschen Großreedereien zu erreichen. Die Schiffe sollten in 70 Tagen nach Ostasien laufen, während der NDL auf der Reichspostdampfer-Linie die Reisen in 52 Tagen abwickeln musste. Die Schiffe erhielten für die vereinbarte Passagierobergrenze von 40 Fahrgästen zwanzig großzügige Zwei-Bett-Kabinen, die gegenüber den Schiffen der Feldherren-Klasse erheblich mehr Platz boten und mit 900 Mark auch erheblich preiswerter waren als die 2000 Mark, die der NDL für eine Passage erhob.
Die am 25. Mai 1906 in Vegesack vom Stapel gelaufene Habsburg wurde am 30. Juli 1906 von der Hapag übernommen und trat am 20. August 1906 ihre Jungfernfahrt nach Ostasien an, wohin zuvor schon die drei Schiffe der ersten Bestellung (Rhenania, Rhaetia und Rugia) sowie die ähnliche, von der Germaniawerft gelieferte Borussia Fahrten durchgeführt hatten. Diese Schiffe waren wegen des Russisch-Japanischen Kriegs auch schon auf anderen Routen eingesetzt worden. Als die Hapag 1908 die Frachtroute mit Passagierverkehr aufgab, um eine höhere Auswandererquote auf dem Nordatlantik zu erhalten, wurden die fünf Schiffe der Rhenania-Klasse für andere Aufgaben frei.
Die Habsburg wurde 1908 für die neuen Einsatzmöglichkeiten umgebaut und erhielt eine Passagierkapazität für 63 Kabinenfahrgäste in der I. Klasse und die Möglichkeit, bis zu 900 Fahrgäste im Zwischendeck zu transportieren. Der Plan, die Schiffe der Klasse im „Kosmos“-Dienst an die amerikanische Westküste einzusetzen wurde nach Probeeinsätzen von Rhaetia und Rhenania 1908 aufgegeben, da sich die Passagiereinrichtung als für diese Strecke zu groß und somit unausgelastet erwies. Am 24. August 1909 kam dann die Habsburg als letztes Schiff der Klasse erstmals nach Brasilien zum Einsatz. Auf dieser Route verblieb das Schiff zusammen mit ihrem Schwesterschiff Hohenstaufen bis zum Kriegsbeginn.

## Kriegseinsatz
Die Habsburg befand sich bei Ausbruch des Ersten Weltkriegs in Hamburg und wurde aufgelegt. Erst im Winter 1918 wurde sie als Truppentransporter für das Finnland-Unternehmen des deutschen Heeres herangezogen und zu diesem Zweck in die Ostsee nach Danzig verlegt. Anfang April 1918 wurden deutsche Heereseinheiten nach Finnland verlegt, um in den dortigen Bürgerkrieg einzugreifen. Am 15. Oktober 1918 lief die Habsburg im Finnischen Meerbusen auf eine Mine und wurde mit schweren Beschädigungen nach Reval eingeschleppt. Nach einer Notreparatur wurde die Instandsetzung ab dem 24. Dezember in Hamburg fortgesetzt.
Im Januar 1919 wurde die in Reparatur befindliche Habsburg formell an den Shipping Controller übergeben und nach der Instandsetzung als Transporter von Gefangenen zwischen Petrograd und Swinemünde eingesetzt. 1920 sollte die Habsburg an Italien ausgeliefert werden und dort den Namen Reno erhalten, aber das Schiff verblieb in Deutschland.

## Nachkriegseinsatz alsTeutonia
Im Juli 1921 gelang es der Hapag, die Habsburg wieder zu erwerben. Bei Blohm & Voss wurde das Schiff gründlich überholt und für den Transport von 58 Passagieren in der I. Klasse und 714 Fahrgästen im Zwischendeck hergerichtet. Nach dem Umbau war das Schiff mit 6522 BRT vermessen. Es wurde in Teutonia umbenannt und war damit das vierte Schiff der Hapag mit diesem Namen. Am 14. September 1921 eröffnete das Schiff den Passagierdienst der Hapag nach Rio de Janeiro und zum La Plata. Ehe Neubauten auf dieser Strecke für die Hapag zum Einsatz kamen, wurde die Teutonia noch durch das ebenfalls zurückgekaufte Schwesterschiff Rugia und die unter dem neuen Namen Galicia fahrende ehemalige Thessalia (6146 BRT, 1905, Flensburg) in diesem Dienst unterstützt. 1924 wurden die drei alten Schiffe vom Brasilien-/Argentiniendienst abgezogen und in einem neu eröffneten Passagierdienst nach Venezuela, Kolumbien, Guatemala und Costa Rica eingesetzt. Auch auf dieser Route führte die Teutonia ab dem 17. Mai 1924 aus Hamburg die erste Passagierfahrt nach dem Krieg durch.

## Verbleib
In der Weltwirtschaftskrise wurde die über 20 Jahre alte Teutonia (ehemals Habsburg) stillgelegt und dann 1933 in Hamburg verschrottet.